# Classe Ondine

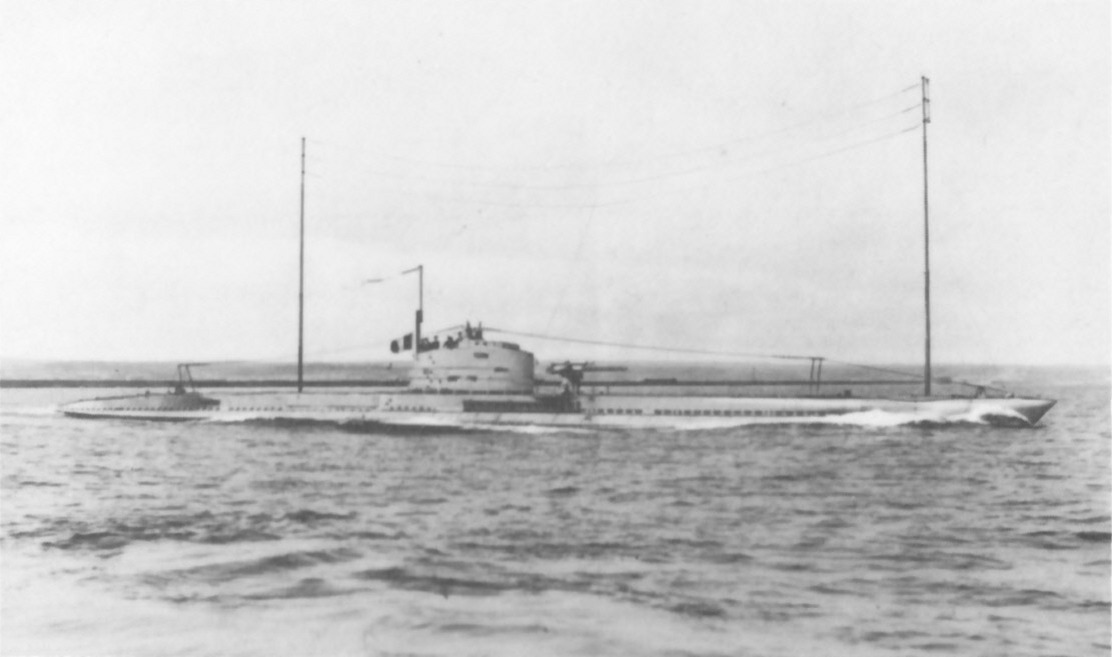
Sous-marin Ariane.

La classe Ondine est une classe de sous-marins construite pour la Marine nationale française durant l'entre-deux-guerres. C'est la seconde classe de la série 600-630 tonnes.

## Historique
Quatre navires furent construits :
- Ondine (Q121), le navire de tête ;
- Ariane (Q122) ;
- Eurydice (Q130) ;
- Danaé (Q131).

Tous servirent durant la Seconde Guerre mondiale à l'exception de l'Ondine, qui coula durant ses essais après une collision en 1928. Raison pour laquelle on l'appelle parfois « classe Ariane », notamment dans le monde anglophone. 

## Sous-marins de la classe
| Nom      | Chantier                               | Quille posée   | Lancement            | Armement           | Destin                                       |
| -------- | -------------------------------------- | -------------- | -------------------- | ------------------ | -------------------------------------------- |
| Ondine   | Chantiers et Ateliers Augustin Normand | 8 février 1923 | 8 mai ou 5 août 1925 | 17 août 1928       | Coulé lors d'une collision le 3 octobre 1928 |
| Ariane   | Chantiers et Ateliers Augustin Normand | 6 août 1923    | 6 août 1925          | 1er septembre 1929 | Sabordé le 9 novembre 1942 à Oran            |
| Eurydice | Chantiers et Ateliers Augustin Normand | 18 avril 1924  | 31 mai 1927          | 1er septembre 1929 | Sabordé le 27 novembre 1942 à Toulon.        |
| Danaé    | Chantiers et Ateliers Augustin Normand | 18 avril 1924  | 11 septembre 1927    | novembre 1929      | Sabordé le 9 novembre 1942 à Oran            |